# Harema
Harema (Haurema) ist ein osttimoresischer Ort im Suco Meligo (Verwaltungsamt Cailaco, Gemeinde Bobonaro). Er liegt im Süden der Aldeia Daulelo, auf einer Meereshöhe von 114 m, am Südufer des Hatopoci. Weiter südlich fließt der Malubolo. Die kleinen Wasserläufe vereinigen sich westlich von Harema und fließen weiter in Richtung Nunura.